# Коломицівка
Коломи́цівка — село в Україні, у Глобинській міській громаді Кременчуцького району Полтавської області. Населення становить 116 осіб.

## Географія
Село розташоване біля великого болота з якого бере почало річка Сухий Кагамлик, нижче за течією на відстані 2 км розташовано село Жуки. За 1,5 км протікає річка Сухий Омельник. Через село проходить автомобільна дорога Т 1716 і залізниця.

## Історія
12 червня 2020 року, відповідно до розпорядження Кабінету Міністрів України № 721-р «Про визначення адміністративних центрів та затвердження територій територіальних громад Полтавської області», село увійшло до складу Глобинської міської громади.
19 липня 2020 року, в результаті адміністративно - територіальної реформи та ліквідації Глобинського району, село увійшло до складу новоутвореного Кременчуцького району.

## Населення
Населення станом на 1 січня 2011 року становить 136 осіб.
- 2001 — 116
- 2011 — 136

### Мова
Розподіл населення за рідною мовою за даними перепису 2001 року:
| Мова       | Кількість | Відсоток |
| ---------- | --------- | -------- |
| українська | 110       | 94.83%   |
| російська  | 6         | 5.17%    |
| Усього     | 116       | 100%     |